# Partido Nacional Cubano
El Partido Nacional Cubano fue un partido político de Cuba. A inicios del siglo XX, era uno de los tres principales partidos políticos en la isla. Apoyaba y favorecía la independencia de Cuba.

## Historia
El Partido era una de las dos agrupaciones políticas (la otra era la Liga Nacional Cubana) que emergieron de la Junta Patriótica en La Habana en marzo de 1899. Fue fundado el 24 de marzo de 1899, en un mitin en La Habana, con la participación de los presidentes de clubes patrióticos y comités de barrio, así como antiguos miembros de la Junta Patriótica. En el mitin, Enrique Messonier (un antiguo líder anarquista) llamó a celebrar un mitin popular en La Habana, para elegir una comisión que organizara el trabajo de los comités de barrio.
De acuerdo con la propuesta de Messonier, se celebró un mitin el 26 de marzo de 1899. En ella, se eligió una Comisión Organizadora de los Comités de Barrio. La Commisión estaba compuesta por Carlos de la Torre, Enrique Messioner, Francisco Alonso, Alfredo Zayas, Nicasio Estrada Mora, Gabriel Casuso, J. R. O'Farrill, Miguel Verna, Evelio R. Lendián, Cándido Hoyos, José F. Torralbas, Benito Lagueruela, Eduardo González, Pedro Rodríguez, Ernesto Fernández, Antonio González Pérez, Medina Arango, Luis Febles y Ambrosio Borges.
El Partido Nacional Cubano se convirtió rápidamente en uno de los más importantes grupos políticos del país, en esa época. Comparado a otros partidos políticos contemporáneos, el Partido Nacional Cubano tenían una amplia base. El partido tenía miembros de la pequeña burguesía provincial, elementos de la clase trabajadora y personas negras.
En abril de 1899, la Liga Nacional Cubana se fusionó con los Comités de Barrio del Partido Nacional Cubano. El 10 de abril, se formalizó dicha fusión en una declaración conjunta de la Comisión de Propaganda de la Liga Nacional Cubana y el Comité Organizador del Partido Nacional Cubano.
En el mitin del Comité Organizador, el 2 de mayo de 1899, se decidió enviar invitaciones para formar comités locales para el partido, distribuyéndolas a nivel nacional.

### Elecciones de 1901
En las elecciones locales de 1900, el partido ganó en la capital, La Habana. Miguel Gener, quien había sido apoyado por el partido, se convirtió en el alcalde de la ciudad.
Previo a la Asamblea Constituyente de septiembre de 1900, el partido formó la Coalición Republicana Democrática junto con el Partido Uníón Democrática, en un intento para derrotar al Partido Nacional Cubano. Sin embargo, el Partido Nacional ganó en La Habana.

### Disolución
En las elección presidencial de 1901, el Partido Republicano de La Habana y el Partido Nacional apoyaron la candidatura de Tomás Estrada Palma para la presidencia y Luis Estévez y Romero como su vicepresidente. Estrada Palma ganó las elecciones, mientras que su contendiente Bartolomé Masó se retiró en protesta por el fraude electoral. Tras la victoria de Estrada Palma, el Partido Republicano de La Habana se convirtió en el partido gobernante en el país, mientras que el Partido Nacional se disolvió.